# Al Jazeera
Cet article concerne la chaîne de télévision en arabe. Pour son propriétaire, voir Al Jazeera Media Network. Pour la chaîne en anglais du même groupe, voir Al Jazeera English. Pour les autres significations, voir Al Jazira.

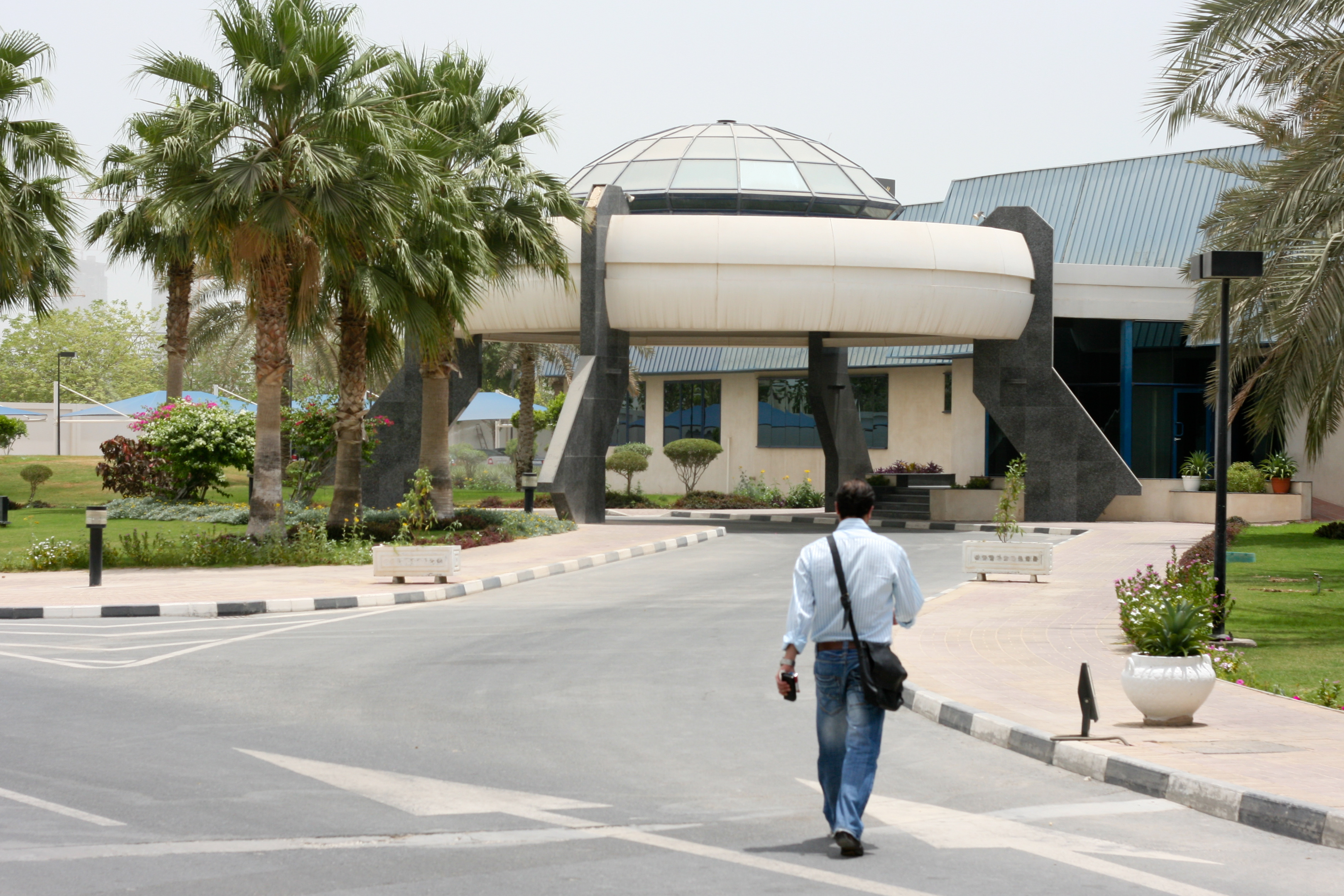
Des locaux à Doha, Qatar.

Al Jazeera (en arabe : الجزيرة, littéralement « L'Île » ; parfois transcrit en français al-Jazira) est une chaîne de télévision satellitaire d’information en continu en langue arabe basée à Doha au Qatar.
Elle est détenue par Al Jazeera Media Network, un groupe formellement privé mais étroitement lié à l'État du Qatar. Le même groupe possède aussi des chaînes en d'autres langues, comme Al Jazeera English, mais leur rédaction et leur contenu sont différents de la version arabe dont il est question ici,.
La chaîne a été fondée en 1996 par l'émir Hamad ben Khalifa Al Thani. Depuis 2001, c'est la chaîne la plus regardée dans le monde arabe, avec une forte influence sur l'opinion publique.
Généralement, Al Jazeera est critique envers les gouvernements arabes autres que le Qatar. La chaîne est souvent considérée comme un outil au service de la politique étrangère de cet État.
Par ailleurs, Al Jazeera est réputée proche de mouvements islamistes comme les frères musulmans ou le Hamas.
Cette ligne éditoriale a contribué à la crise diplomatique du Qatar en 2017.

## Histoire

### Lancement
Le terme Al Jazeera (en arabe : الجزيرة) signifie littéralement « l'île ». C'est une référence à la position géographique du Qatar.
La chaîne est lancée le 1er novembre 1996, par le cheikh Hamad ben Khalifa Al Thani, émir du Qatar, qui vient d'arriver au pouvoir en renversant son père Khalifa ben Hamad Al Thani.
Elle vise à rompre la mainmise des Saoudiens sur le paysage médiatique international arabe.
À l'époque, les médias arabes les plus influents sont détenus en majorité par l'Arabie saoudite et emploient majoritairement des journalistes libanais, le plus souvent de confession chrétienne.
Pour représenter au mieux son public arabe, Al Jazeera prend au contraire des journalistes de tous les pays arabophones. Le noyau dur de l'équipe éditoriale d'Al Jazeera provient de BBC Arabic Television, un programme de la BBC et du groupe saoudien Orbit Communications supprimé un an et demi après sa création en 1994.
Depuis 1998, la chaîne émet 24 heures sur 24 et elle est diffusée dans 35 pays, principalement du Proche-Orient, mais aussi en Europe. En France, elle est diffusée dans les bouquets Numericable, Canalsat et l'offre de Free et de Neuf. Néanmoins, on peut recevoir Al Jazeera gratuitement puisqu'elle diffuse en clair sur les satellites Hot Bird et Astra. Au Royaume-Uni, elle emploie soixante journalistes et disposait, en 2001, d'un budget de 30 millions USD[réf. nécessaire].
En 1998, elle montre ses propres images des bombardements américains sur l'Irak et s'oppose à l'interprétation minimisant les bombardements faite par les chaînes nationales arabes.

### Années 2000-2010

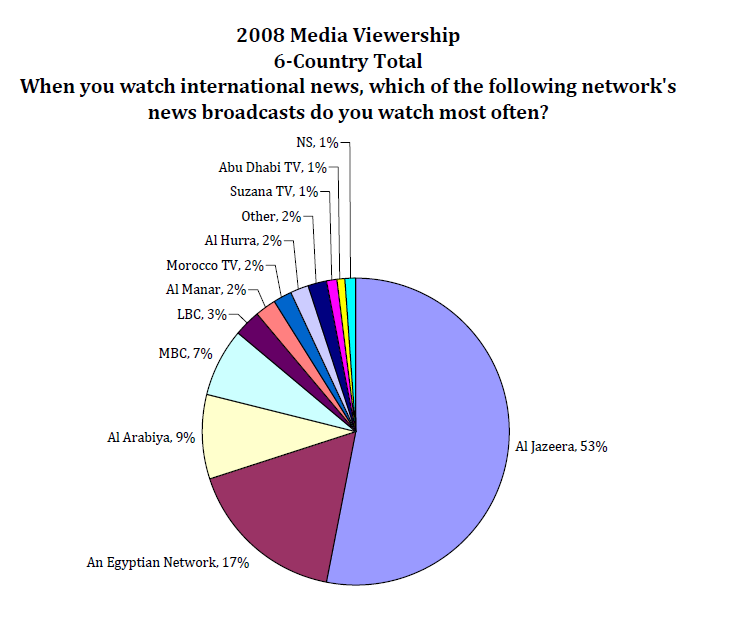
Audiences comparées des chaînes de télévision d'informations internationales en Égypte, Jordanie, Liban, Maroc, Arabie saoudite et Émirats arabes unis en 2008.

Lors de la seconde Intifada « al-Aqsa » en 2000, les journalistes locaux d'Al Jazeera interviewent régulièrement les responsables du Hamas et du Jihad islamique, la chaîne montre des images en direct. Les discours du Fatah ne sont plus les seuls reçus par les téléspectateurs.
En janvier 2001, Al Jazeera lance son site web Aljazeera.net en arabe.
Le 4 octobre 2001, Al Jazeera diffuse des images non datées d'Oussama ben Laden, qui auraient été tournées lors de la réunion de fusion entre les mouvements d'Al-Qaïda et du Jihad islamique égyptien[réf. nécessaire]. Peu après, le 7 octobre 2001, la chaîne diffuse un enregistrement vidéo d'Oussama ben Laden lors de l'intervention américaine contre les talibans en Afghanistan. Ben Laden y annonce : « L'Amérique ne connaîtra plus jamais la sécurité avant que la Palestine ne la connaisse et avant que toutes les armées occidentales ne quittent les terres saintes ».
Al Jazeera s'affirme sur la scène internationale pendant toute la durée du conflit, car elle est la seule télévision internationale à disposer de correspondants en Afghanistan. Ses positions et ses reportages sont accusés[Par qui ?] d'être protalibans et antiaméricains, et de focaliser, de par ses reportages, l'opinion publique des pays arabes contre les États-Unis. Les chaînes américaines avaient alors censuré ses images et même appelé les militaires à la considérer comme cible potentielle pour un bombardement [réf. nécessaire]. Le 3 octobre 2001, Colin Powell, secrétaire d'État américain, s'adresse à Hamad ben Khalifa al-Thani, émir du Qatar et principal actionnaire de la chaîne, lui demandant d'intervenir auprès de la direction afin de modifier sa couverture des événements,
En octobre 2001, le président égyptien Hosni Moubarak en visite dans ses modestes locaux aurait dit : « C'est donc de cette boîte d'allumettes que vient tout ce vacarme ».
Les locaux de la chaîne sont bombardés par les États-Unis à deux reprises : la première fois en Afghanistan (2001) et la seconde fois à Bagdad en Irak le 8 avril 2003. Un journaliste, Tarik Ayyoub, est tué à Bagdad par le bombardement.
The Daily Mirror annonce le 22 novembre 2005 à la une que le Président des États-Unis George W. Bush a voulu bombarder les locaux de la chaîne à Doha, mais le Premier ministre du Royaume-Uni Tony Blair l'en a dissuadé.
Sami al-Haj, un journaliste-cameraman soudanais, est arrêté en décembre 2001 en Afghanistan et emprisonné à partir du 13 juin 2002 à la prison de Guantánamo. Il est libéré six ans plus tard en juillet 2008, sans qu'aucune charge ne soit portée contre lui[réf. souhaitée].
En 2002, Al Jazeera continue de diffuser des enregistrements et des interviews avec des groupes islamistes militants.
Ainsi, le 22 juin 2002, elle diffuse un enregistrement sonore d'un porte-parole d'Al-Qaïda, Abou Ghaïth, qui affirme qu'Oussama Ben Laden est en bonne santé et que les États-Unis vont à nouveau être frappés[réf. nécessaire].
Les 5 et 8 septembre 2002, elle diffuse un entretien en deux parties, réalisé en juin à Karachi au Pakistan, avec deux dirigeants d’Al-Qaïda, le Koweïtien Khaled Cheikh Mohammed, et le yéménite Ramzi ben al-Chaib, dans lequel ils revendiquent l'organisation logistique des attentats du 11 septembre 2001[réf. nécessaire].
Le 9 septembre 2002, elle diffuse un entretien radiophonique attribué à Oussama Ben Laden qui revendique les attentats du 11 septembre[réf. nécessaire].
Le 8 octobre 2002, elle diffuse un enregistrement sonore de l'islamiste Ayman al-Zawahiri, fondateur du Jihad islamique égyptien, dans lequel il menace d'attentats la France et l'Allemagne[réf. nécessaire].
Le 12 novembre 2002, elle diffuse un nouvel enregistrement sonore reconnu comme provenant d'Oussama Ben Laden dans lequel il salue les derniers attentats au Yémen, au Koweït, à Bali, à Moscou, et en annonce de nouveaux. Il met en garde et menace à nouveau plusieurs pays occidentaux d'être la cible de nouveaux attentats s'ils continuaient à soutenir « le gang des bouchers de la Maison-Blanche »[réf. nécessaire].
Le 11 février 2003, Al Jazeera diffuse un nouveau message enregistré attribué à Oussama Ben Laden, appelant les musulmans au djihad contre les Occidentaux en cas d'attaque contre l'Irak[réf. nécessaire]. Le secrétaire d'État des États-Unis Colin Powell y voit la preuve de la collaboration entre Saddam Hussein et Oussama Ben Laden[réf. nécessaire].
Le 26 mars 2003, Al Jazeera interviewe également Colin Powell[réf. nécessaire].
Le 4 juillet 2003, elle diffuse un message de Saddam Hussein, daté du 14 juin, dans lequel il déclare : « Nous avons sacrifié le pouvoir, mais nous refusons de sacrifier nos principes, notre foi et notre honneur ». Cinq autres messages seront diffusés jusqu'à la fin août[réf. nécessaire].
En avril 2004, les fondateurs d'Al Jazeera sont classés parmi les 100 personnes les plus influentes de l'année selon Time Magazine[réf. nécessaire].
Le 7 août 2004, le gouvernement intérimaire irakien ferme pour une durée indéfinie le bureau local de la chaîne, arguant qu'Al Jazeera présente une image négative de l'Irak et des troupes de la coalition[réf. nécessaire].

### Années 2010-2020
Le 23 janvier 2011, Al Jazeera annonce la révélation de documents secrets sur les négociations au Proche-Orient contenant les « vrais détails tenus secrets sur les négociations entre l'Autorité palestinienne et Israël pendant la décennie écoulée »[réf. nécessaire].
En février 2011, Al Jazeera couvre largement les protestations et révolutions dans le monde arabe.
Le 23 juin 2011, Al Jazeera achète un lot de 2 matchs de Ligue 1 (football français), un le vendredi à 21 h et un le dimanche à 14 h pour 120 millions d'euros[réf. nécessaire].
Le 4 septembre 2012, un groupe inconnu jusque-là, « al-Rashedon », modifie la page d'accueil des sites web d'Al Jazeera et Al Jazeera English, pour protester contre la couverture du conflit syrien, en reprenant la terminologie du gouvernement syrien pour qualifier la rébellion de « groupes terroristes armés ».
Le 18 janvier 2013, Mohammed Hourani, journaliste de la chaîne, est tué par un sniper dans le gouvernorat de Deraa, dans le sud de la Syrie. Le journaliste était connu pour son opposition au président syrien Bachar el-Assad et Al Jazeera accuse le sniper d'être progouvernemental,.
En mars 2016, Al Jazeera annonce la suppression de 500 postes sur près de 4 500[réf. nécessaire] salariés, dont une majorité à Doha. Cette restructuration pourrait être liée à la chute des prix des hydrocarbures dont est dépendant l'État du Qatar, qui finance en grande partie la chaîne.
En Égypte, trois journalistes travaillant pour la chaîne Al Jazeera ont été arrêtés et condamnés à trois ans de prison ferme en 2015 par les autorités.
En mai 2017, dans le cadre de la crise diplomatique du Golfe, l'accès au site Internet de la chaîne est bloqué en Égypte, en Arabie saoudite et aux Émirats arabes unis,. Le 5 juin 2017, peu de temps après l'annonce de la rupture des liens entre l'Arabie saoudite, le Bahreïn, le Yémen et l’Égypte avec le Qatar, qui est accusé de « soutenir le terrorisme », le gouvernement saoudien annonce la fermeture des bureaux saoudiens de la chaîne. La ligne éditoriale d'Al Jazeera, réputée proche de l'islamisme et critique envers d'autres gouvernements arabes, est mise en cause dans ce conflit,,, dans lequel les pays opposés au Qatar ont imposé un blocus au pays pendant plusieurs mois.

### Années 2020
Après le sommet d’Al-Ula de janvier 2020 qui marque la volonté du Qatar de résoudre la crise diplomatique l’opposant à l'Arabie saoudite, aux Émirats arabes unis et à plusieurs autres pays musulmans, la chaîne modifie sa couverture, évitant certains sujets qu’elle couvrait auparavant, comme la critique des droits de l’homme en Arabie saoudite ou la politique étrangère des Émirats arabes unis. Al Jazeera qui avait auparavant assuré une couverture complète et accueilli dans ses programmes des invités, principalement des Frères musulmans et d’autres groupes d’opposition, pour applaudir l’ancien président égyptien Mohamed Morsi et contester la légitimité du régime d’Abdel Fattah al-Sissi, supprime de ses sites Internet un certain nombre de vidéos critiques à l’égard du gouvernement égyptien. Ces changements sont interprétés comme le probable résultat d’instructions officielles, visant soit à modifier la politique éditoriale d’Al Jazeera, soit au moins à atténuer son langage.
Le 15 mai 2021, des frappes israéliennes détruisent un bâtiment hébergeant plusieurs médias, dont Al Jazeera, en Palestine[source secondaire souhaitée].
Le 11 mai 2022, la journaliste Shireen Abu Akleh est tuée en Cisjordanie par un tir israélien,.
Durant la guerre à Gaza depuis 2023, Al Jazeera est l’un des seuls médias internationaux à informer en direct depuis la bande de Gaza. Le 1er avril 2024, le parlement israélien vote une loi pour interdire la diffusion de ce média dans son pays : fermeture des bureaux locaux, impossibilité d'utiliser leurs équipements et extinction du site internet.
Un journaliste est tué dans un bombardement israélien sur le camp de réfugiés de Nousseirat, dans la bande de Gaza, le 15 décembre 2024. Il s'agit du cinquième journaliste d'Al Jazeera tué par l'armée israélienne en un an de guerre dans la bande de Gaza. La famille du chef du bureau d’Al-Jazeera à Gaza, Wael al-Dahdouh, est tuée lors d'un bombardement aérien. Le journaliste Hossam Shabat est tué dans une frappe israélienne sur sa voiture le 24 mars 2025 dans la bande de Gaza. 

## Influence
Depuis 2001, Al Jazeera est la chaîne la plus regardée dans le monde arabe. Elle a une forte influence sur l'opinion publique,.
Durant la guerre à Gaza depuis 2023, « la rue arabe » manifeste spontanément sa colère dans les différentes villes de la région après avoir vu les images de frappes touchant le territoire palestinien. Ce fait confirme l’influence déterminante de la première chaîne satellitaire arabe.

## Sur le web
Le groupe Al Jazeera dispose de six sites web : trois sites pour la chaîne Al Jazeera (en arabe, en anglais et en bosnien), un pour Al Jazeera Sport, un pour Al Jazeera Documentary Channel et enfin un pour Al Jazeera Training Center. Le site d'Al Jazeera Children appartient à une autre chaîne, pour enfants, qui n'a aucun lien juridique avec le groupe Al Jazeera, mais appartient à la Qatar Foundation. Le groupe a dû changer d'hébergeur à plusieurs reprises à cause de ses orientations et des pressions politiques. Fin mars 2003, au cours de la guerre d'Irak, les moteurs de recherches ont reçu trois fois plus de requêtes relatives à Al Jazeera. Sur Google, le nombre de requêtes avec le terme « Al Jazeera » avait connu la plus grande croissance lors de la dernière semaine de mars 2003. Puis, durant la première semaine d'avril, cette requête est passée de la troisième place à la première. Al Jazeera lance alors un site web en anglais pour faire face à la demande croissante d'internautes occidentaux qui la voient comme une vision alternative aux informations fournies par les médias occidentaux et anglo-saxons pendant la guerre contre l'Irak.
Lors de la guerre d'Irak, un informaticien de Los Angeles, John William Racine, redirige les visiteurs du site vers une page affichant un drapeau américain ainsi que la devise patriotique : « Que la liberté triomphe ». Il est condamné, en novembre 2003, à 2 000 dollars d'amende et 1 000 heures de travaux d'intérêt public par un tribunal de Californie.
En 2008, le site d'Al Jazeera est le plus visité dans le monde arabe et est classé 222 sur l'échelle internationale. Chaque jour, le site est visité par plus de 3,3 millions de personnes. En avril 2004, Webby Awards nomme le site comme un des cinq meilleurs sites web avec les sites de BBC News, de National Geographic, de RocketNews et de The Smoking Gun.

## Culture libre
Al Jazeera diffuse du contenu sous licence Creative Commons depuis janvier 2009, lequel est accessible depuis un référentiel dédié. La chaîne de télévision qatarienne s'avère ainsi le premier grand média mondial à se positionner dans la culture libre.

## Ligne éditoriale et réceptions critiques
Al Jazeera est généralement critique envers des gouvernements arabes autres que le Qatar,,,,.
La chaîne est souvent considérée comme un outil au service de la politique étrangère du Qatar,,,
voire par certains comme une chaîne de propagande du gouvernement qatari,.
Al Jazeera est réputée proche de mouvements islamistes, notamment des Frères musulmans.
Ainsi, elle diffusait une émission avec le prédicateur frériste Youssef Al Qaradaoui jusqu'à sa mort en 2022 ; cette émission comptait entre 40 et 60 millions de téléspectateurs.
Pour Gilles Kepel, la version arabe de la chaine satellitaire est devenue le canal de propagande principal des Frères musulmans à travers le monde.
Al Jazeera est également réputée manifester un biais pro-palestinien et être proche du Hamas.
Selon le quotidien français Libération, « le parti pris d’Al-Jazeera pour les Gazaouis qui « tombent en martyrs » sous les frappes de « l’agresseur » ou de « l’occupant israélien » est manifeste et assumé. » L’opération « Déluge d'Al-Aqsa » de la branche armée du Hamas, le 7 octobre 2023, a été glorifiée par la chaîne. Dans les jours qui suivent l’attaque, la chaîne qatarienne « a complètement occulté les atrocités et massacres commis par les assaillants sur les familles à la frontière de Gaza » à l’exception d'Al-Jazeera English, la chaîne anglophone du groupe, qui a rapporté « les scènes d’horreur » dans le kibboutz de Kfar Aza. Selon Libération, Al-Jazeera n’exprime aucune réserve vis-à-vis du Hamas, de ses agissements et de la légitimité de son gouvernement à Gaza. Le Point souligne de son côté que la chaîne de télévision adapte son discours en fonction de ses antennes, en anglais ou en arabe.
Al Jazeera a également été accusée d'être proche de l'organisation État islamique.
En 2012, néanmoins, The Atlantic considère qu'Al Jazeera présente un visage beaucoup plus modéré et occidentalisé que le djihadisme islamique ou l'orthodoxie sunnite rigide et bien que le réseau ait été critiqué comme « cheval de Troie "islamiste" », il présente en fait peu de contenu spécifiquement religieux dans ses émissions.

### Censure d'un documentaire sur l'esclavage dans le monde musulman
En août 2018, il a été rapporté qu'Al Jazeera avait censuré la série documentaire Rotas da Escravatura (Routes de l'esclavage) , une série européenne conjointe de la chaîne française Arte, de la RTP portugaise et de LX Filmes. L'intégralité du premier épisode, qui traitait du "processus qui a conduit l'empire musulman à tisser durablement un immense réseau de traite négrière à travers l'Afrique, le Moyen-Orient et l'Asie", avait été supprimée. En retour, la chaîne de télévision a affirmé que l'esclavage en Afrique était une pratique fondée par les Portugais. Cependant, l'implication généralisée des musulmans dans la traite des esclaves depuis ses débuts est un fait historiquement établi par les historiens ; parmi d'autres, comme Murray Gordon, Kishori Saran Lal, Tidiane N'Diaye, Safiur Rahman Mubarakpuri, Christopher Scott Rose et Ronald Segal, Bernard Lewis a abordé ce thème dans son livre Race and Slavery in the Middle Eastː an Historical Inquiry.

### En Occident
Selon Les Échos, Al Jazeera est considérée par ses détracteurs comme « trop favorable aux islamistes », voire, pour Rue89, comme la « chaîne de Ben Laden » ou encore le porte-parole du Hezbollah ou du Hamas.

#### En France
En France, selon le journal Le Ravi, la chaîne présentée comme « la chaîne des parents » (c'est-à-dire des immigrés de première génération, arabophones) commence à se diffuser, sans doute depuis 2009 et le conflit à Gaza, auprès des jeunes générations qui pourtant, pour la majorité, ne comprennent pas l'arabe littéraire.
En 2021, la chaîne consacre de nombreux reportages à Éric Zemmour, dont elle fait, selon Gilles Kepel, « l’expression paroxystique de « l’islamophobie » française, dans une perspective proche des « décolonialistes » et fortement teintée d’idéologie frériste ».

#### En Israël
Le Premier ministre israélien Benyamin Netanyahou annonce le 26 juillet 2017 vouloir « expulser Al Jazeera d'Israël », cette chaîne étant accusée par les autorités israéliennes d'attiser les tensions aux alentours des lieux saints. Le dimanche 6 août 2017, le ministre israélien des Communications, Ayoub Kara, déclare que la chaîne serait devenue « le principal outil de Daesh, du Hamas, du Hezbollah et de l'Iran ». Avigdor Liberman compare en 2017 Al Jazeera à un appareil de propagande « dans le style de l'Allemagne nazie ou de la Russie soviétique ». Après avoir annoncé, mi-août, vouloir retirer la carte de presse à un journaliste d'Al Jazeera, le Bureau de Presse du Gouvernement israélien décide, fin août, de suspendre la résiliation d'accréditation pendant six mois et de vérifier l'impartialité de ses travaux avant de prendre une décision définitive.

##### Expulsion d'Israël et saisie d'équipements
Le 5 mai 2024, le gouvernement israélien, en l'absence des membres du Parti de l’unité nationale, vote l'expulsion d'Al Jazeera du pays et la saisie d'équipements.

#### En Cisjordanie occupée
Le 22 septembre 2024, l’armée israélienne réalise un raid dans les bureaux d'Al Jazeera à Ramallah, en Cisjordanie occupée, et ordonne une fermeture de 45 jours, l'accusant « d’inciter à la terreur ». Le média dénonce un « affront à la liberté de presse ».
Le 1er janvier 2025, l'Autorité Palestinienne suspend l'ensemble des activités de la chaîne en Cisjordanie y compris la diffusion, l'accusant de « diffuser des contenus et reportages caractérisés par de la désinformation, de l'incitation à la sédition et de l'ingérence dans les affaires internes palestiniennes » .

### Dans le monde arabe
Dans le monde arabe, Al Jazeera est diversement perçue : certains la considèrent comme proaméricaine et prosioniste, les gouvernements arabes lui reprochant de porter atteinte à leur contrôle total sur les médias, et les « néo-libéraux arabes » critiquent son populisme.
Pour Mohammed El Oifi, maître de conférences à l'Institut d'études politiques de Paris, Al Jazeera bénéficie dans le monde arabe d'« une légitimité populaire dont les autres chaînes d’information ne bénéficient pas ». Elle jouit ainsi dans la région d'« une véritable hégémonie médiatique ».

#### Au Bahreïn
Depuis mai 2002, Bahreïn interdit aux journalistes d'Al Jazeera de travailler — la chaîne d'information n'a ainsi pas pu relater les premières élections nationales de Bahreïn où les femmes avaient le droit de vote et le droit de se présenter. Le gouvernement bahreïni estime qu'Al Jazeera chercherait « délibérément à nuire à Bahreïn » lorsqu'elle retransmet, sans autorisation gouvernementale, des manifestations antiaméricaines. Le ministre de l'Information Nabil al-Hamr ajoute qu'Al Jazeera serait biaisée en faveur d'Israël et « infiltrée par les sionistes » — mais les autorités n'ont pas confirmé cette seconde accusation.

#### En Algérie
Le 23 décembre 2007, à la suite des attentats du 11 décembre 2007 à Alger, la chaîne pose la question suivante sur son site web : « Soutenez-vous les attentats d'Al-Qaïda en Algérie ? ». La presse et le gouvernement algérien critiquent la couverture de la chaîne qatarie,.

#### En Égypte
Le 24 décembre 2016, le journaliste Mahmoud Hussein d'Al Jazeera est arrêté en Égypte, les autorités égyptiennes accusant la chaîne et le journaliste de soutenir l'opposition islamiste dans le pays à travers la production de documentaires,.